# Боломе, Бенжамен Самюэль
Бенжаме́н Самюэ́ль Боломе́ (фр. Benjamin Samuel Bolomey; 19 мая 1839, Лозанна — 19 декабря 1819, там же) — швейцарский и нидерландский художник-портретист.

## Происхождение и семья
Сын отельера Франсуа Луи Боломе и Пернетт Мерсье. С 1767 года был женат на Элизабет Вероник Госс — дочери Пьера Госса (младшего) и родственнице естествоиспытателя Анри Альбера Госса.

## Биография
С 1752 по 1760 годы Боломе обучался в Париже пастельной портретной живописи. С 1763 года работал и жил в Гааге, Нидерланды. С 1771 года — член, а с 1777 года — директор Королевской академии искусств в Гааге. Был приближён ко двору, автор многочисленных портретов, сегодня находящихся в нидерландских музеях.
В 1791 году вернулся на родину, в Лозанну. С января 1798 года — член Комитета объединения, с февраля того же года — группы «Друзья свободы». С 1803 по 1807 года избирался депутатом. Авторству Беломе принадлежит серия из двадцати восьми портретов политиков кантона Во эпохи Великой французской революции — одни из редких уцелевших документов той эпохи

## Галерея

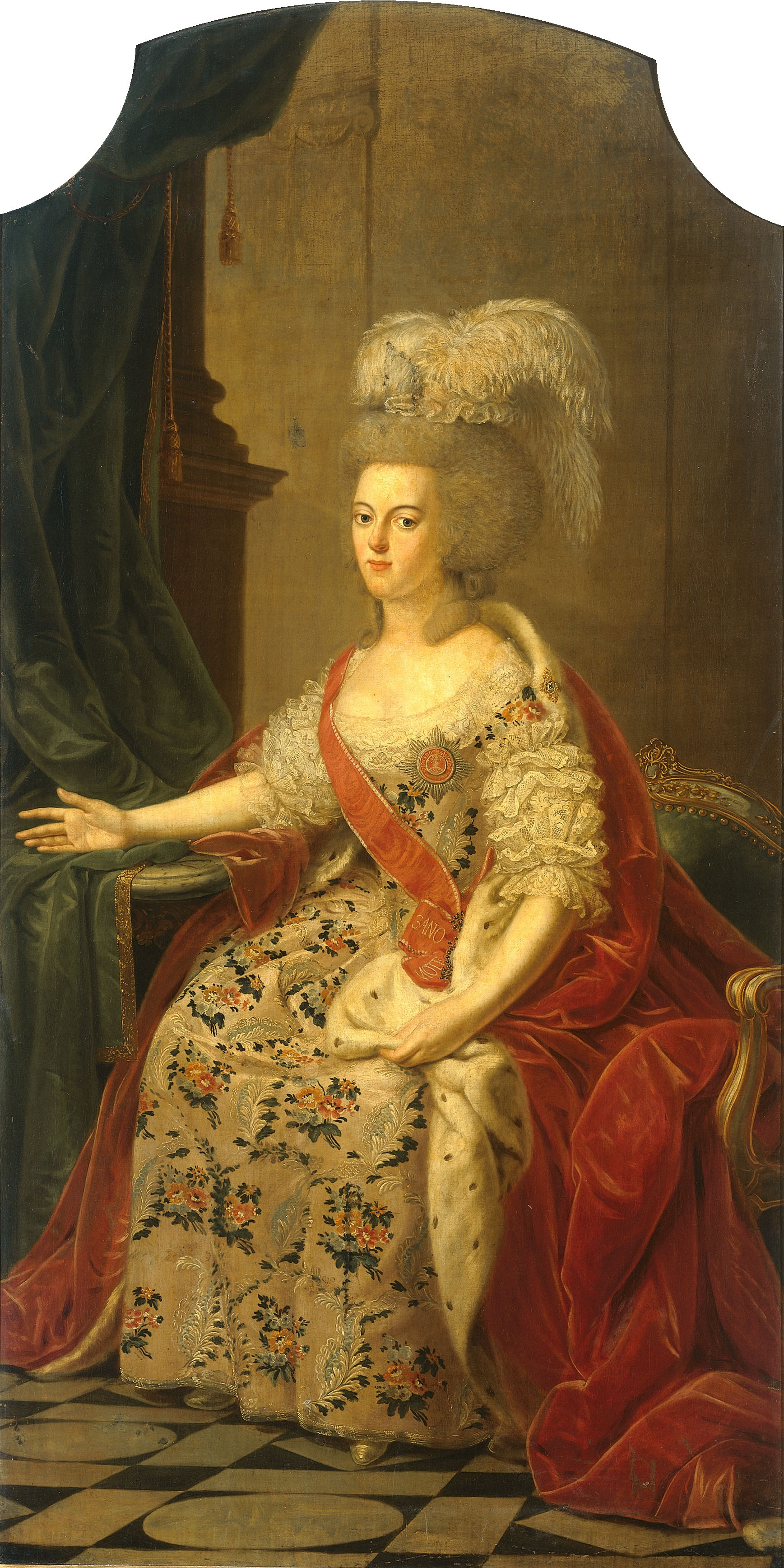
Вильгельмина Прусская, 1770
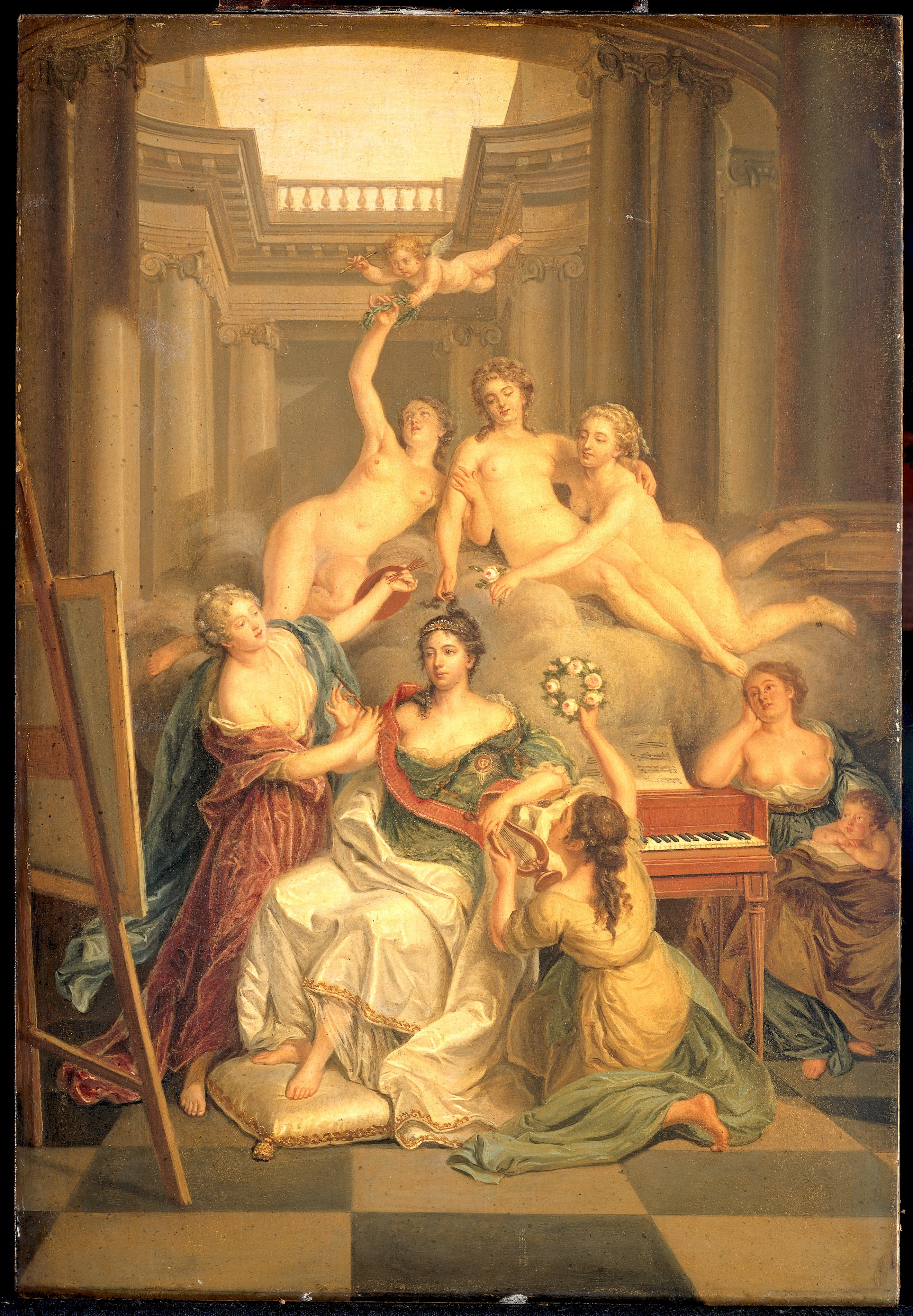
Фридерика София Вильгельмина Прусская
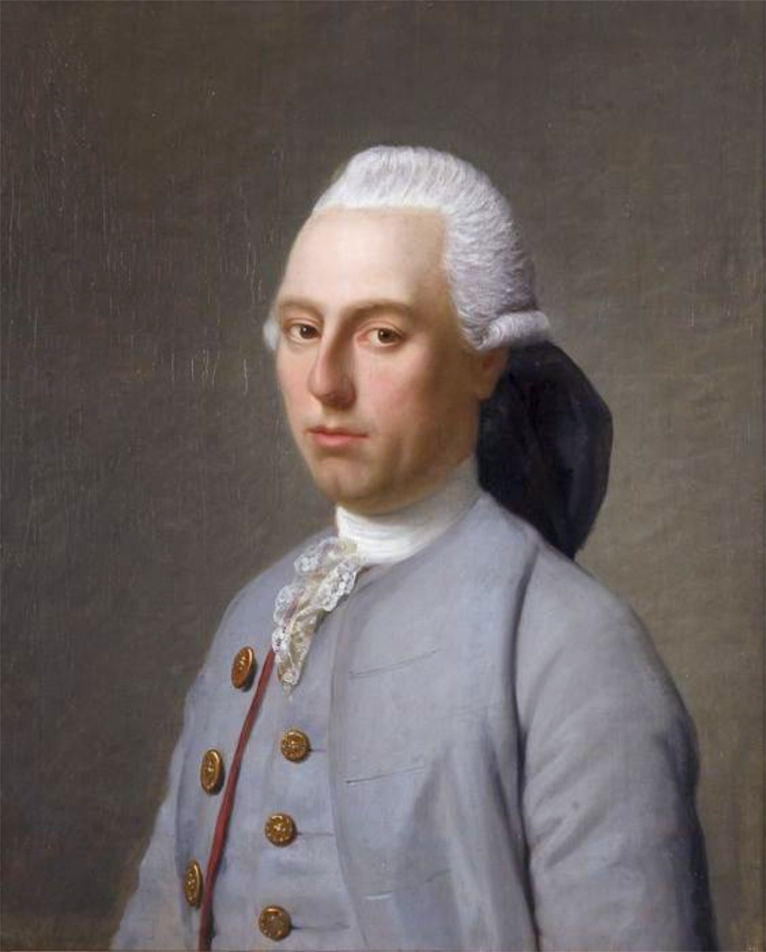
Виллем ван Ходендорп[нидерл.], 1763—1773
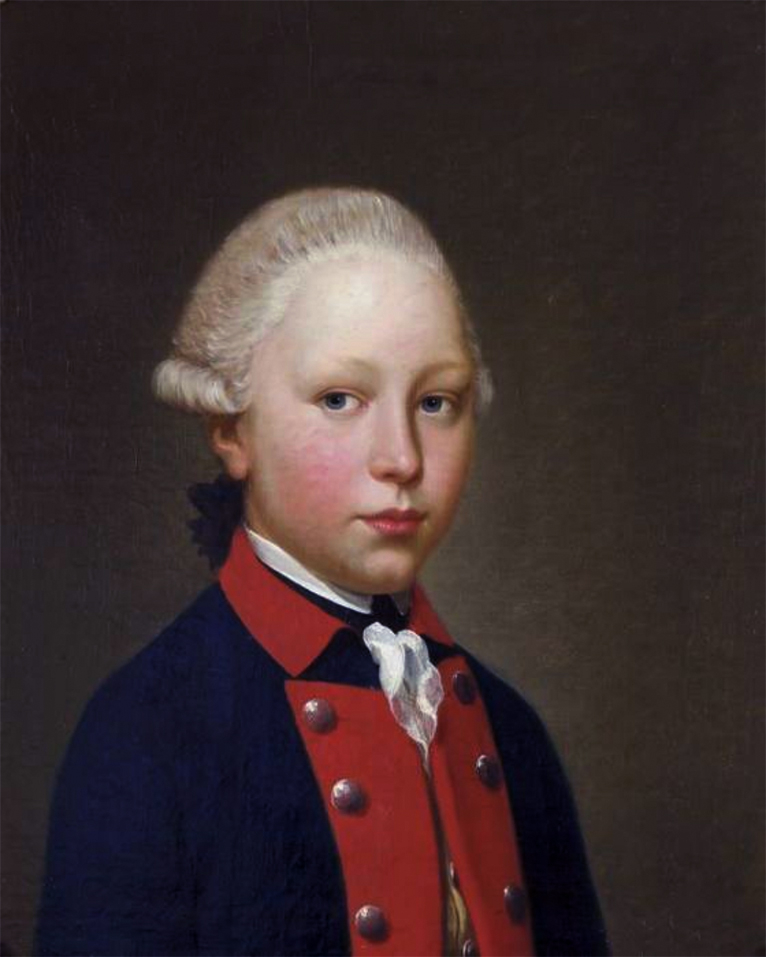
Дирк ван Хогендорп в детстве
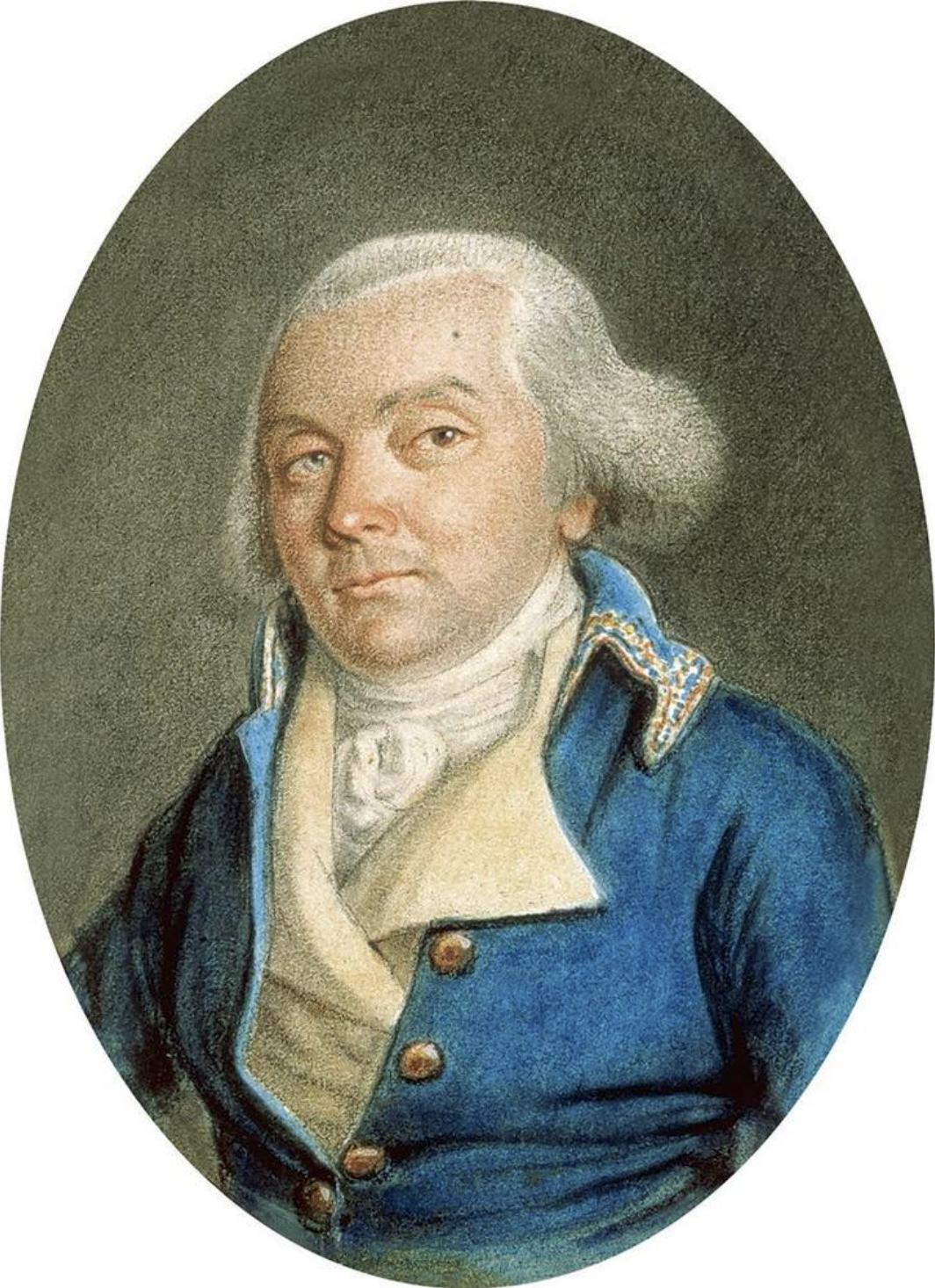
Жюль Мюре
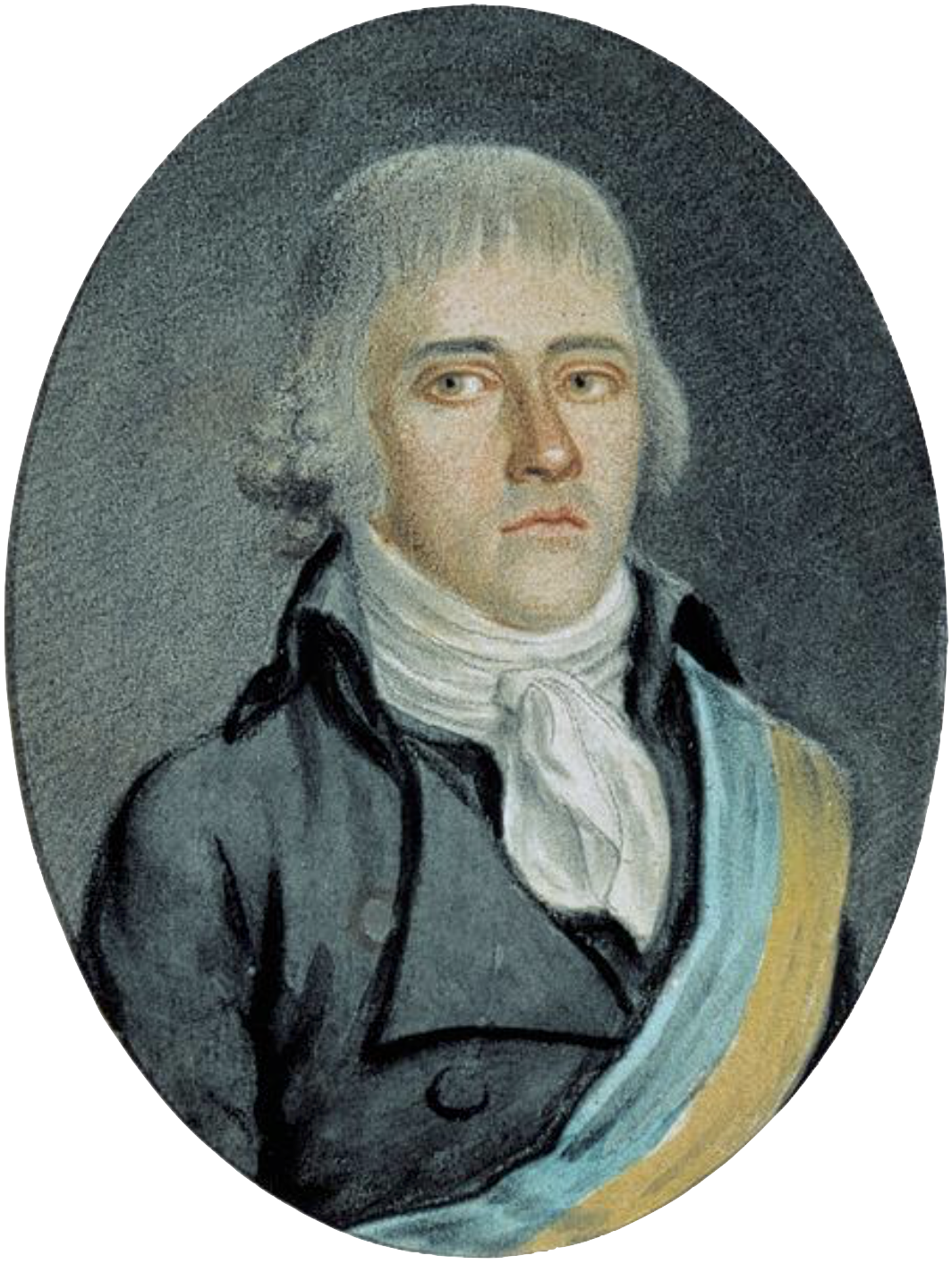
Пьер-Эли Бержье[фр.]